# Pasch-axióma
A Pasch-axióma a geometria axiomatikus felépítésében az egyik rendezési axióma, amely kimondja, hogy ha a sík egy {\displaystyle ABC} háromszögének egyik csúcspontját sem metszi egy {\displaystyle a} egyenes és metszi valamelyik oldalát a háromszögnek, akkor metszi a két másik oldal közül is pontosan az egyiket.

## Története
Ezt az axiómát Moritz Pasch vizsgálta először részletesen Vorlesungen über neuere Geometrie című munkájában, amely 1882-ben jelent meg. Ebben kimutatta, hogy Euklidész ezt a tulajdonságot anélkül használja fel Elemek című munkájában, hogy explicit axiómaként kimondaná. Ezeket az eredményeket felhasználva vette fel Hilbert ezt az axiómát saját axiómarendszerébe.